# Natsagiin Bagabandi
Natsagiin Bagabandi (in mongolo Нацагийн Багабанди; 22 aprile 1950) è un politico mongolo. È stato il Presidente della Mongolia dal 20 giugno 1997 al 24 giugno 2005.
Precedentemente, dal 1992 al 1997, era stato Presidente del Grande Hural di Stato, il Parlamento bicamerale nazionale.
Dal 7 febbraio al 6 giugno 1997 è stato Segretario generale del comitato centrale del Partito del Popolo Mongolo.